# Cucullia giacomellii
Cucullia giacomellii är en fjärilsart som beskrevs av Köhler 1952. Cucullia giacomellii ingår i släktet Cucullia och familjen nattflyn. Inga underarter finns listade i Catalogue of Life.